# Challenger de Montemar 2024
El torneo Montemar Challenger 2024, denominado por razones de patrocinio Il Montemar Challenger ENE Construccion fue un torneo de tenis perteneció al ATP Challenger Tour 2024 en la categoría Challenger 75. Se trató de la 1ª edición; el torneo tuvo lugar en la ciudad de Montemar (España), desde el 18 hasta el 24 de noviembre de 2024 sobre pista de tierra batida al aire libre.

## Jugadores participantes del cuadro de individuales
| Preclasificado | País                            | Jugador              | Rank1 | Posición en el torneo |
| 1              | Bandera de Italia               | Fabio Fognini        | 83    | CAMPEÓN               |
| 2              | Bandera de la India             | Sumit Nagal          | 93    | Primera ronda         |
| 3              | Bandera de Bosnia y Herzegovina | Damir Džumhur        | 106   | Segunda ronda         |
| 4              | Bandera de Italia               | Francesco Passaro    | 115   | Primera ronda         |
| 5              | Bandera de Argentina            | Marco Trungelliti    | 140   | Primera ronda, retiro |
| 6              | Bandera de España               | Albert Ramos         | 150   | Segunda ronda, retiro |
| 7              | Bandera de España               | Alejandro Moro Cañas | 163   | Primera ronda         |
| 8              | Bandera de Lituania             | Vilius Gaubas        | 187   | Primera ronda         |

- 1 Se ha tomado en cuenta el ranking del 11 de noviembre de 2024.

### Otros participantes
Los siguientes jugadores recibieron una invitación (wild card), por lo tanto ingresan directamente al cuadro principal (WC):
- Pol Martín Tiffon
- Carlos Sánchez Jover
- Fabio Fognini

Los siguientes jugadores ingresan al cuadro principal tras disputar el cuadro clasificatorio (Q):
- Max Alcalá Gurri
- Gerard Campana Lee
- Miguel Damas
- Svyatoslav Gulin
- Carlos López Montagud
- Iñaki Montes de la Torre

## Campeones

### Individual Masculino
- Fabio Fognini derrotó en la final a  Lukas Neumayer por 6–3, 2–6, 6–3

### Dobles Masculino
- Karol Drzewiecki /  Piotr Matuszewski derrotaron en la final a  Daniel Rincón /  Abdullah Shelbayh por 6–3, 6–4